# Bruno Giordano
Bruno Giordano (Róma, 1956. augusztus 13. –) olasz válogatott labdarúgó, edző.

## Sikerei, díjai

### Játékosként
SSC Napoli:
- Serie A bajnok: 1986-87
- Coppa Italia győztes: 1986-87

## Góljai az olasz válogatottban
| #  | Dátum            | Ellenfél    | Eredmény | Kiírás              | Esemény |
| -- | ---------------- | ----------- | -------- | ------------------- | ------- |
| 1. | 1983. október 5. | Görögország | 3 – 0    | barátságos mérkőzés | 15'     |

## Fordítás
- Ez a szócikk részben vagy egészben  a   Bruno Giordano című olasz Wikipédia-szócikk fordításán alapul.  Az eredeti cikk szerkesztőit annak laptörténete sorolja fel. Ez a jelzés csupán a megfogalmazás eredetét és a szerzői jogokat jelzi, nem szolgál a cikkben szereplő információk forrásmegjelöléseként.